# Шуман, Франк
Франк Шуман (23 января 1862 — 28 апреля 1918) — американский изобретатель, инженер и пионер солнечной энергетики.

## Биография
Франк Шуман родился 23 января 1862 года в Бруклине, штат Нью-Йорк. В 1880 году в возрасте 18 лет занял должность химика в компании по производству анилиновой краски в Западной Вирджинии.

## Изобретения
Шуман был известен по своей работе над двигателями, которые использовали солнечную энергию для нагрева воды и превращения её в пар. Однако его идеи не были приняты современниками.
Он заявлял:
«Одна вещь, которую я чувствую, уверен… в том, что человеческая раса должна, наконец-то использовать энергию Солнца или вернуться к варварству.»

## Патенты
| Номер патента | Дата представления | Дата выдачи патента | Описание                                                                |
| ------------- | ------------------ | ------------------- | ----------------------------------------------------------------------- |
| D37803        | 18 декабря 1905    | 30 января 1906      | конструкции для листового стекла                                        |
| D43349        | 19 августа 1910    | 17 декабря 1912     | конструкции для листового стекла                                        |
| 483020        | 6 июля, 1892       | 20 сентября 1892    | процесс внедрения Проволока, сетка в стекле                             |
| 483021        | 6 июля, 1892       | 20 сентября 1892    | машина для встраивания Проволока, сетка в стекле                        |
| 510716        | 22 сентября 1893   | 12 декабря 1893     | машина для встраивания проволоку в стекло                               |
| 510822        | 29 декабря 1892    | 12 декабря 1893     | процесс изготовления проволоки-стекло                                   |
| 510823        | 29 декабря 1892    | 12 декабря 1893     | машина для изготовления проволоки-стекло                                |
| 531874        | 5 июля 1894        | 1 января 1895       | процесс Вырезывания провода встроенные в стекло                         |
| 542539        | 14 ноября 1894     | 9 июля 1895         | прибор для снятия помех от автомобильных путей                          |
| 545826        | 3 мая 1894         | 3 сентября 1895     | ковш для погружения стекло                                              |
| 546196        | 28 мая 1894        | 10 сентября 1895    | аппаратуры для встраивания проволоку в стекло                           |
| 561920        | 14 ноября 1892     | 9 июня 1896         | машина для встраивания проволоку в стекло                               |
| 574458        | 23 ноября 1893     | 5 января 1897       | машина для встраивания проволоку в стекло                               |
| 593440        | 17 сентября 1896   | 9 ноября 1897 г.    | процесс обработки металлических конструкций                             |
| 605754        | 20 января, 1896    | 14 июня 1898        | процесс и машина для встраивания проволоку в стекло                     |
| 647334        | 21 июля, 1897      | 10 апреля, 1900     | процесс приготовления роллов                                            |
| 661649>б      | 21 июля, 1900      | 13 ноября, 1900     | Мерсеризуя машина                                                       |
| 670438>а      | 20 сентября, 1900  | 26 марта 1901       | машина для формования стекла                                            |
| 671240        | 13 октября, 1900   | 2 апреля 1901       | при тушении пожаров                                                     |
| 673067        | 20 сентября, 1900  | 30 апреля 1901      | Мерсеризуя машина                                                       |
| 727004>а      | 14 июня 1902       | 5 мая 1903          | зацепление провода-Производство стекла                                  |
| 727005>а      | 14 июня 1902       | 5 мая 1903          | Производство изделий из проволоки-стекло                                |
| 727006>а      | 14 июня 1902       | 5 мая 1903          | способ изготовления проволоки-стекло                                    |
| 727007>а      | 14 июня 1902       | 5 мая 1903          | процесс изготовления проволоки-стекло                                   |
| 733286        | 13 января 1903     | 7 июля 1903         | Съемный ворс для формования бетонных свай                               |
| 733287        | 23 апреля 1903     | 7 июля 1903         | процесс изготовления бетонных свай                                      |
| 733288        | 13 января 1903     | 7 июля 1903         | Съемный ворс для формования железобетонных свай                         |
| 733335        | 4 июня 1903        | 7 июля 1903         | процесс формирования отверстий в грунте                                 |
| 733336        | 23 апреля 1903     | 7 июля 1903         | процесс формирования бетонных свай                                      |
| 733337        | 23 апреля 1903     | 7 июля 1903         | процесс формирования бетонных свай                                      |
| 735680        | 23 апреля 1903     | 4 августа 1903      | процесс изготовления бетонных свай                                      |
| 739268        | 8 июня 1903        | 15 сентября 1903    | процесс изготовления бетонных свай                                      |
| 752003        | 23 апреля 1903     | 9 февраля 1904      | процесс формирования бетонных свай                                      |
| 756805        | 13 января 1903     | 5 апреля 1904       | Съемный ворс для формования железобетонных свай                         |
| 763212        | 5 февраля, 1904    | 21 июня 1904        | подготовительных Шпунт для использования при формировании бетонных свай |
| 763213        | 25 февраля, 1904   | 21 июня 1904        | метод формирования бетонных свай                                        |
| 786058        | 7 апреля 1904      | 28 марта 1905       | процесс изготовления проволоки-стекло                                   |
| 792172>а      | 20 марта 1905      | 13 июня 1905        | процесс изготовления проволоки-стекло                                   |
| 805936        | 9 января 1905 года | 28 ноября 1905      | бетонных свай и метод создания того же                                  |
| 806755        | 21 апреля, 1904    | 5 декабря 1905      | сваи для опор или корпуса Пирса                                         |
| 806587        | 21 апреля, 1904    | 5 декабря 1905      | причала и Пирса корпуса                                                 |
| 817595        | 21 апреля, 1904    | 18 сентября 1906    | Установка железобетонных свай                                           |
| 831481        | 26 июля 1905       | 10 апреля 1906      | построение свай                                                         |
| 875857        | 14 июня 1902       | 7 января 1908       | метод для изготовления проволоки-стекло                                 |
| 876307        | 14 июня 1902       | 7 января 1908       | метод для изготовления проволоки-стекло                                 |
| 889341        | 20 июля, 1897      | 2 июня 1908         | ролл и процесс для производства же                                      |
| 898517        | 31 мая 1906        | 15 сентября 1908    | бетонных свай и процесс построения тот же                               |
| 899339>б      | 22 декабря 1905    | 22 сентября 1908    | извлечение жира и калийных солей из шерсти                              |
| 899440>б      | 29 декабря 1905    | 22 сентября 1908    | установка для извлечения жира и калийных солей из шерсти                |
| 905469>а      | 20 марта 1905      | 1 декабря, 1908     | провод-стеклянные конструкции                                           |
| 957477        | 20 марта 1905      | 10 мая 1910         | метод и способы отжига стекла                                           |
| 979579        | 18 марта 1907      | 27 декабря 1910     | использование отходов тепла компрессоров                                |
| 992814        | 1 мая 1907         | 23 мая 1911         | использование отходов тепловой перегонки                                |
| 1002768       | 20 июля, 1907      | 5 сентября 1911     | использование тепла для развития силы                                   |
| 1014418       | 13 декабря 1907    | 9 января 1912       | процесс использования отходов тепловой перегонки                        |
| 1156186       | 7 марта 1906       | 12 октября 1915     | способ изготовления составных свай                                      |
| 1167944       | 20 июля, 1909      | 11 января 1916      | метод и средства для плавки металлов                                    |
| 1200893       | 9 января, 1914     | 10 октября 1916     | паровоз                                                                 |
| 1218219       | 9 марта 1910 г.    | 6 марта 1917 года   | паровоз                                                                 |
| 1240890>с     | 30 сентября 1912   | 25 сентября 1917    | Вс-котел                                                                |
| 1258482       | 2 октября, 1915    | 5 марта 1918 года   | Шпунта форма и способ вождения такой же                                 |
| 1281860       | 2 октября, 1915    | 15 октября 1918     | установка для формования свай                                           |
| 1310253       | 25 февраля 1916    | 15 июля 1919        | подводная лодка и способ работы такой же                                |
| 1420345       | 23 марта 1916      | 20 июня 1922        | сигнал опасности                                                        |

>а с Арно Шуман
>б с Константином Шуман
>с с Чарлз Верноном